# Рёберные хрящи
Реберные хрящи — представляют собой полоски гиалинового хряща, которые служат для удлинения ребер вперед и способствуют эластичности стенок грудной клетки. Реберный хрящ находится только на передних концах ребер, обеспечивая медиальное расширение.

## Отличия ребер 1-12
Первые семь пар реберных хрящей соединяются с грудиной, следующие три сочленяются каждая с нижним краем хряща предыдущего ребра, последние два имеют заостренные конечности, заканчивающиеся стенкой живота.
Как и ребра, реберные хрящи различаются по длине, ширине и направлению. Они увеличиваются в длине от первой к седьмой, затем постепенно уменьшаются до двенадцатой.
Ширина хрящей, как и ширина промежутков между ними, уменьшается от первого к последнему. Они широкие в местах прикрепления к ребрам и сужаются к грудинным концам, за исключением первых двух, которые имеют одинаковую ширину по всей длине, а также шестого, седьмого и восьмого, которые увеличены там, где их края соприкасаются.
Они также различаются по направлению: первый немного опускается к грудине, второй — горизонтальный, третий — слегка восходит, а остальные — угловатые.

## Структура

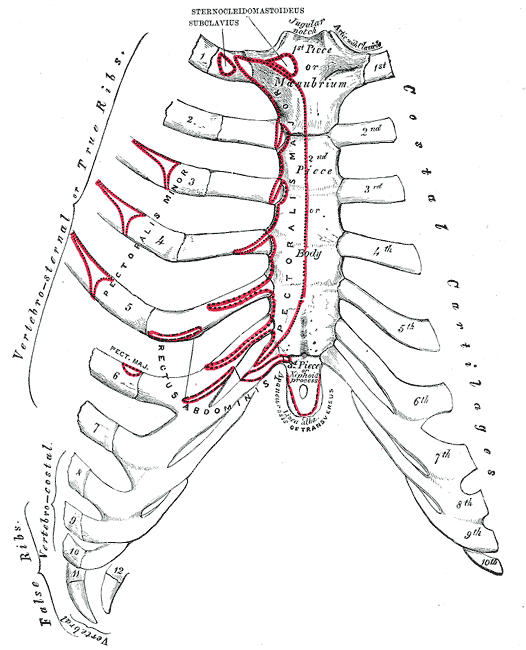
Передняя поверхность грудины и реберных хрящей.

Каждый реберный хрящ имеет две поверхности, две границы и два конца.

### Поверхности
Передняя поверхность выпуклая, смотрит вперед и вверх и дает прикрепление реберно-ключичной связке и подключичной мышце. Первые шесть или семь — на грудинных концах, до большой грудной мышцы. Остальные покрыты некоторыми плоскими мышцами живота и частично прикрепляются к ним.
Задняя поверхность вогнутая, направлена назад и вниз. Первые прикрепляются к грудино-щитовидной мышце, третьи-шестые — к поперечной мышце грудной клетки, а шесть или семь нижних — к поперечной мышце живота и диафрагме.

### Границы
Из двух границ верхняя вогнутая, нижняя выпуклая. Они обеспечивают прикрепление к внутренним межреберным мышцам. Верхний край шестого позвонка прикрепляется также к большой грудной мышце.
Нижние края шестого, седьмого, восьмого и девятого хрящей имеют пяткообразные выступы в местах наибольшей выпуклости. Эти выступы несут гладкие продолговатые фасетки, которые сочленяются с фасетками на небольших выступах от верхних границ седьмого, восьмого, девятого и десятого хрящей соответственно.

### Межхрящевые сочленения
Межхрящевые сочленения — это суставы, образующиеся между реберными хрящами ребер. Соседние края шестого, седьмого и восьмого, а иногда и девятого и десятого реберных хрящей сочленяются друг с другом небольшими гладкими продолговатыми фасетками. Каждое сочленение заключено в тонкую суставную капсулу, выстланную синовиальной оболочкой и укрепленную латерально и медиально связочными волокнами (межхрящевыми связками), переходящими от одного хряща к другому. Иногда пятые реберные хрящи, реже девятый и десятый, сочленяются своими нижними краями с прилежащими хрящами небольшими овальными фасетками. Чаще соединение осуществляется несколькими связочными волокнами.

### Конечности
Латеральный конец каждого хряща продолжается в костную ткань ребра, к которому он принадлежит.
Медиальный конец первого продолжается в грудину. Медиальные концы шести последующих закруглены и входят в неглубокие вогнутости на латеральных краях грудины.
Медиальные концы восьмого, девятого и десятого реберных хрящей заострены и соединены каждый с хрящом, расположенным непосредственно над ним.
Одиннадцатый и двенадцатый заостренные и свободны.

## Клиническое значение
В пожилом возрасте реберные хрящи склонны к поверхностной оссификации, особенно у женщин в возрасте 50 лет и старше.
При костохондрите и синдроме Титце возникает воспаление реберного хряща. Это частая причина кардиалгического синдрома.
Тяжелая травма может привести к перелому реберного хряща. Такие травмы часто остаются незамеченными при рентгенологическом исследовании, но их можно диагностировать с помощью компьютерной томографии.
Реберный хрящ можно собрать для репаративного использования в других частях тела. Хотя это обычно проводится под общей анестезией, также можно использовать внутривенную седацию. Эта процедура представляет незначительный риск разрыва плевры.